# Nationella prov i Sverige
Nationella prov är prov utfärdade av Skolverket till stöd för likvärdig och rättvis bedömning och betygssättning i Sverige. Nationella prov infördes år 1997 i åk 9, 2008 i åk 3, och 2011 i åk 6. Tidigare kallades proven centrala prov och standardprov. Nationella prov utförs i åk 3, 6 och 9 samt på gymnasiet, i ämnena svenska, engelska och matematik, samt, i åk 9, i SO, NO och moderna språk. Resultaten på de nationella proven ska tas i särskilt beaktande vid betygssättning.
De nationella proven ger underlag för utvärdering av hur kunskapskraven uppfylls inom det svenska skolväsendet, på skolnivå, områdesnivå och nationell nivå. Proven kan också bidra till att konkretisera kursplaner och ämnesplaner. De nationella proven är inte examensprov, utan utgör endast en del av underlaget för lärarens samlade bedömning av individuella elevers kunskaper.
De nationella proven omfattar ämnena svenska, engelska och matematik. Sedan 2010 genomförs även nationella ämnesprov i NO-ämnen (biologi, fysik och kemi) och SO-ämnen (geografi, historia, religionskunskap och samhällskunskap) i grundskolans årskurs 9. 
Bestämmelser om proven finns i föreskrifter meddelade av regeringen, samt i Skolverkets författningssamling (SKOLFS).
De nationella proven konstrueras utifrån analyser av läroplan, ämnes- och kursplaner – på uppdrag av Skolverket –  vid flera av landets universitet: 
- Proven i svenska och svenska som andraspråk konstrueras vid Uppsala universitet.
- Proven i engelska görs vid Göteborgs universitet.
- Proven i matematik görs vid Stockholms universitet.
- Proven i NO-ämnen görs vid Umeå universitet.[4]
- Proven i SO-ämnen görs vid Uppsala universitet, Göteborgs universitet, Karlstads universitet och Malmö universitet.

För att säkerställa att bedömningen av proven är tillförlitlig – har hög reliabilitet – utprövas alla nationella prov i stor skala.

## Skolformer
Det nationella provsystemet omfattar följande skolformer
- Grundskolans årskurs 3, 6 och 9
- Sameskolans årskurs 3 och 6
- Specialskolans årskurs 4, 7 och 10
- Gymnasieskolan
- Kommunal vuxenutbildning
- Svenskundervisning för invandrare (SFI)

## Nationella prov i SO och NO
Läsåret 2012/2013 genomfördes testprov i samhällsorienterande ämnen (SO) och naturorienterande ämnen (NO), vilka sedan blev obligatoriska läsåret därefter. I en överenskommelse i februari 2015 mellan regeringen (Socialdemokraterna och Miljöpartiet) och Alliansen (Moderaterna, Centerpartiet, Folkpartiet och Kristdemokraterna) bestämdes att göra de nationella proven i SO och NO i årskurs 6 frivilliga. I samma överenskommelse beslöts att en översyn av de nationella provens omfattning, effekter och syfte skulle genomföras, samt att försöka gå mot ökad central digitaliserad rättning.
Varje skolenhet blir tilldelad ett samhällsorienterande ämne: Geografi, Historia, Religionskunskap eller Samhällskunskap, samt ett naturorienterande ämne: Biologi, Fysik eller Kemi av skolverket cirka tre veckor före provtillfället, och genomför prov i dessa. I årskurs 9 i grundskolan består provet i det samhällsorienterande ämnet av två delprov (A och B). I det naturorienterande ämnet består provet av fyra kortare delprov  (A1, A2, A3 och B).

## Digitalisering
Skolverket har sedan 2017 ett uppdrag om att digitalisera de nationella proven och skapa möjligheter för extern bedömning av proven. En försöksverksamhet inleds under 2018. Målsättningen var att alla prov skulle vara digitaliserade år 2022. På grund av skärpta personuppgiftshanteringskrav i Dataskyddsförordningen (GDPR) till följd av Schrems II-domen sommaren 2020 meddelande Skolverket i mars 2021 att digitaliseringen av de nationella proven senareläggs.

## Våren 2021
Den 15 december 2020 meddelade regeringen och skolverket att de nationella proven ställs in under vårterminen 2021 med anledning av att coronapandemin skapat resursbrist och en ogynnsam undervisningssituation under 2020, så att ett eventuellt provresultat skulle kunna bli missvisande samt orsaka en oönskad belastning på skolpersonalen.